# Resni.ca
Državljansko gibanje Resni.ca je slovenska zunajparlamentarna politična stranka, ki je bila ustanovljena 26. decembra 2020. Predsednik je Zoran Stevanović. 
Stranka Resni.ca je bila pobudnica protestov proti uvedbi pogoja PCT za zamejevanje epidemije COVID-19, ki so pripomogli k vidnosti stranke v širši javnosti. Stranka kot politične cilje med drugim izpostavlja: suverenizem, boj proti korupciji, nižanje davkov in dajatev, zniževanje javnega dolga in reorganizacijo trga dela.

## Pregled
Stranko Državljansko gibanje Resni.ca je 26. decembra 2020 s somišljeniki ustvaril kranjski mestni svetnik Zoran Stevanović, ki stranko tudi vodi. Stranka ima sedež na Koroški cesti 2 v Kranju.
Ime stranke po besedah Stevanovića sočasno predstavlja besedi »Resnica« in »Resni«, saj da stranka predstavlja resnico v nasprotju z lažmi koruptivnih osrednjih političnih strank (ki da državljane »na podlagi odnosa do polpretekle zgodovine in marginalnih tem« delijo na leve in desne, medtem ko se potegujejo za obvladovanje tokov javnega denarja) in ker da mislijo svoje cilje tudi res udejaniti. Po besedah Stevanovića je bila stranka ustanovljena zaradi številnih samoiniciativnih pobud podpornikov. Stevanović je o stranki v intervjuju februarja 2021 povedal, da ima že vsaj 37.000 »ambasadorjev« in še mnogo več podpornikov širom države ter da stranka že vzpostavlja mrežo strankarskih predstavnikov po Sloveniji, da so »prva ambicija« stranke bile parlamentarne volitve, da stranka namerava kandidirati na lokalnih kot tudi evropskih volitvah in da za njimi »ne stojijo nikakršni lobiji in ostale strukture moči, kar se kaže tudi v tem, da jim osrednji mediji ne namenijo niti sekunde prostora.« Med drugim je rekel: »[…] klicali so me novinarji, ki jih osebno poznam, da imajo navodilo odgovornih urednikov, da je o nas prepovedano poročati.«

### Lista Zoran Za Kranj
Zoran Stevanović se je pred ustanovitvijo stranke Resni.ca politično udejanjal v lokalni politiki v Kranju, kjer dvakrat kandidiral za župana in nazadnje je s svojo listo Zoran Za Kranj osvojil enako število svetniških mest kot tamkajšnja stranka SDS. Stevanović je januarja 2021 na seji kranjskega mestnega sveta že nastopal kot predstavnik stranke Resni.ca; na medijsko vprašanje, ali stranka Resni.ca torej predstavlja pravnega naslednika liste Zoran za Kranj ali če se je listo ukinil, ni odgovoril.

### Politično udejstvovanje vodstva Resni.ca v drugih strankah
Stevanović je bil v preteklosti član Slovenske nacionalne stranke; po besedah Stevanovića ga je k sodelovanju v SNS leta 2016 povabil Zmago Jelinčič in ga pritegnil z obljubami o prevetritvi strankiniga programa in borbi proti korupciji, a da je kaj kmalu spoznal, da je stranka v resnici »Jelinčičev d. o. o.«; svoje članstvo v SNS je označil za napako. Stevanović je leta 2018 kot predstavnik stranke SNS sodeloval na okrogli mizi o domoljubju, ki jo je organizirala skrajno desna organizacija Inštitut za domoljubne vrednote in ki sta se je udeležila tudi Andrej Šiško in poslanec SDS Branko Grims.
Danes podpredsednik stranke Resni.ca je bil soustanovitelj stranke Domovinska liga.

### Domneve o prikritem sodelovanju stranke Resni.ca z SDS in odziv stranke
Stevanović je v intervjuju decembra 2020 povedal, da je premierju Janezu Janši v dopisu osebno predlagal sodelovanje gibanja Resni.ca z vlado pri iskanju rešitev za aktualne izzive.
Ob sunkovitem vzponu vidnosti stranke Resni.ca so se pojavila ugibanja, da bi lahko šlo pri stranki Resni.ca za satelit (oz. »trojanskega konja«) SDS, s katero bi si SDS v primeru preboja stranke Resni.ca v parlament zagotovila koalicijsko partnerico po naslednjih državnozborskih volitvah.
V odzivu na ugibanja o skritih načrtih stranke Resni.ca za sodelovanje z SDS je Stevanović podal javno zavezo, da z SDS ne bodo sodelovali.
Oktobra 2021 je Stevanović na upravni enoti Kranj podpisal dokument s katerim se zavezuje, da stranka nikoli ne bo politično sodelovala s stranko SDS in njenim predsednikom Janezom Janšo. Kot pravi listina, objavljena na njegovi Facebook strani, se "spodaj podpisani Zoran Stevanović, predsednik stranke Resni.ca, zavezuje, da stranka Resni.ca nikoli ne bo politično sodelovala s stranko SDS in njenim predsednikom Janezom Janšo. V kolikor bi se to zgodilo, se zavezuje, da bo v istem trenutku odstopil z vseh funkcij."

## Organi stranke
- Predsednik: Zoran Stevanović
- Podpredsednik: Andrej Žerovc
- Predsednik sveta: Matjaž Gorjup
- Generalna sekretarka: Špela Strelec

## Zgodovina
Stranka je bila ustanovljena 14. januarja 2021 s sedežem v Kranju, vodstvo stranke pa je ob ustanovitvi prevzel Zoran Stevanović.
Stevanovič je 3. oktobra na slovensko vlado naslovil pismo, v katerem je pozval k takojšnji ukinitvi pogoja PCT in odstopu vlade. V pismu je navedel, da vlada nosi »vso odgovornost za dogajanje na ulicah, trgih in protokolarnih lokacijah«, s čimer je namignil, da bodo med srečanjem vrha EU-Zahodnji Balkan na Brdu pri Kranju protesti proti pogoju PCT poskušali zmotiti izvajanje srečanja.
4. oktobra se je Stevanović v vlogi organizatorja protestov proti pogoju PCT v predsedniški palači sestal z predsednikom republike Borutom Pahorjem. Pahor je na sestanku izrazil pričakovanje, da bo Stevanović protestnike pozval k nenasilnosti. Pahor je Stevanovića tudi opozoril na nesprejemljivost stališča, da si lahko protestniki sami izbirajo kraj protesta. Stevanović je Pahorju predlagal, naj vlado pozove k odstopu in odpravi njene ukrepe; Pahor je Stevanovićevo pobudo zavrnil. Stevanović se je srečanja udeležil brez maske (mask niso nosili niti ostali udeleženci sestanka vključno s predsednikom, saj glede na veljavne odloke uporaba maske ni potrebna v okoljih, kjer pogoj PCT izpolnjujejo vsi udeleženi), urad predsednika pa je za medije potrdil, da so ob obisku preverili, ali Stevanović izpolnjuje pogoj PCT.
7. oktobra dopoldan sta bili na sedežu stranke Resni.ca in domu Stevanovića izvedeni hišni preiskavi pod vodstvom Nacionalnega preiskovalnega urada. Stevanović naj bi se tudi predal policiji v pridržanje.
8. oktobra je revija Reporter poročala, da je od gibanja Resni.ca prejela pisno zahtevo, naj umakne fotografijo nepremičnine Zorana Stevanovića. V dopisu je Resni.ca mediju tudi zagrozila s tožbo, če tega ne stori. Reporter je ob tem opozoril, da je snemanje zasebnih nepremičnin z javnih površin zakonito (in da mediji takšne posnetke ob hišnih preiskavah rutinsko objavljajo) ter da Reporter sploh ni bil eden izmed medijev, ki so objavili slikovne posnetke njegove hiše.
24. junija 2025 se je stranki Resni.ca uradno priključila Lista za Celje, ki je aktivna v celjskem mestnem svetu.

## Državnozborske volitve
| Volitve | Št. glasov | %    | +/–        | Sedeži | +/–        | Mesto | Vlada |
| ------- | ---------- | ---- | ---------- | ------ | ---------- | ----- | ----- |
| 2022    | 34.107     | 2,86 | Stagnacija | 0 / 90 | Stagnacija | 8.    | –     |

### Volitve v Državni zbor RS 2022
Stranka je sodelovala na parlamentarnih volitvah in dobila 2,86 % oz. 34.107 glasov volivcev.

## Predsedniške volitve

### Predsedniške volitve 2022
Kandidatka Resni.ce na volitvah za predsednika republike je bila Sabina Senčar. Na volitvah 23. oktobra je zasedla 5. mesto in se s tem ni uvrstila v drugi krog. Prejela je 51.767 oz. 5,94 % glasov.

## Evropske volitve
| Volitve | Št. glasov | %    | +/–        | Sedeži | +/–        | Mesto |
| ------- | ---------- | ---- | ---------- | ------ | ---------- | ----- |
| 2024    | 26.767     | 3,97 | Stagnacija | 0 / 9  | Stagnacija | 8.    |

### Evropske volitve 2024
Resni.ca je 30. marca 2024 objavila kandidatno listo za prihajajoče evropske volitve. Kandidati so bili v nekaterih medijih označeni za odkrite podpornike Rusije in Vladimirja Putina v rusko-ukrajinski vojni ter nasprotnike cepljenja.
Svet stranke je listo potrdil na seji dne 26. aprila 2024, za nosilca liste pa izbral predsednika Zorana Stevanovića.
Listo so na DVK vložili v torek, 7. maja 2024. Stevanović je ob vložitvi poudaril, da se bodo zavzemali za brezčasno suverenost ter za nevtralnost v tujih diplomatskih sporih.
Lista:
1. Zoran Stevanović
2. Polona Frelih
3. Sabina Senčar
4. Bojan Potočnik
5. Neven Polajnar
6. Tanja Ribič
7. Katja Kokot
8. Stanko Pušenjak
9. Branko Gradišnik

Stranki se na volitvah ni uspelo prebiti v evropski parlament. Dobila je 3,97 % glasov volivcev, Zoran Stevanović pa je kot nosilec prejel 14.603 preferenčne glasove.

## Ideologija in stališča
V osnutku statuta Resni.ca kot temeljna stališča stranke izpostavljajo: boj proti korupciji, nasprotovanje pohlevnosti politike do EU, nasprotovanje »kraji denarja skozi visoke davke in trošarine«, nasprotovanje povečevanju državnega dolga, nasprotovanje »neustreznemu razporejanju javnega denarja«, zavzemanje za višje plače in večjo kupno moč državljanov, »urejene razmere v zdravstvu in javni upravi« in »odpravo krivic, ki so jih deležni naši državljani«.
Od začetka pandemije covida-19 je stranka javno objavila številne posnetke, v katerih so zanikali obstoj in posledice bolezni covid-19 ter obstoj oziroma obseg pandemije in nasprotovali cepivom proti covidu-19.
Stevanović je februarja 2021 v intervjuju kot cilje stranke navedel »[...] očistiti državo korupcije, vzpostaviti suverenizem, znižati davke, na račun davkov in prispevkov povečati plače, urediti zdravstvo iz državnega v javno, povišati pokojnine, vitalinzirati državno upravo in pričeti z zmanjševanjem zunanjega dolga.«
Različni analitiki in mediji stranko označujejo kot prorusko, podpornico teorij zarot in širilko lažnih novic.

### Populizem
Stevanović je v intervjuju decembra 2020 povedal, da ustreza slovarski definiciji populista, ki naj bi bila »da govoriš nekaj, kar je všečno široki masi ljudi«, in da populizma v tem smislu ne pojmuje kot nekaj negativnega, čeprav ima izraz v politični rabi pridan negativen prizvok.
Stevanović je v intervjuju februarja 2021 navedel, da bodo kandidate »predlagali državljani« in da bodo od perspektivnih kandidatov zahtevali potrdilo o nekaznovanosti in potrdilo, da niso v kazenskem postopku. V istem intervjuju je prav tako izrazil stališče, da »[v] Sloveniji v resnici nimamo levice in desnice. Gre le za dva pola, ki lažno delita ljudi na podlagi odnosa do polpretekle zgodovine in marginalnih tem. Gre torej za dva krila iste roparske ptice, z enim in istim interesom, to je obvladovanje javnega denarja. [...]«

### Gospodarstvo
Davčna politika
Stevanović je decembra 2020 v intervjuju med razpravo o ciljih gibanja Resnica predlagal, naj Slovenija postane davčna oaza.
Univerzalni temeljni dohodek
Stevanović je decembra 2020 v intervjuju navedel, da v Resni.ca predlagajo uvedbo UTD v višini 300 €, ki bi nadomestil vse trenutne socialne transferje, ob tem pa izpostavil, da ta znesek verjetno nikomur ne bo omogočil preživetja, če bodo nezaposleni, kar naj bi državljane spodbudilo k iskanju zaposlitve.

### Podpora Rusiji
Stališča stranke Resni.ca glede rusko-ukrajinske vojne so bila opisana kot podpora Rusiji in Vladimirja Putina. Stranka zanika prorusko usmerjenost.
Bojan Potočnik, kandidat Resni.ce za evropske volitve 2024 se je osebno poslovil od Sergeja Lemeševa, ruskega diplomata, ki ga je Slovenija izgnala po razkritju Ministrstva za zunanje zadeve, da je izvajal ruske propagandne aktivnosti zoper interese Slovenije. Portal 24ur.com je poročal, da naj bi Lemešev bil tudi vpleten v kibernetske napade leta 2024 ter da naj bi stranki Resni.ca plačeval za širjenje ruske propagande. Z Lemeševem naj bi imelo povezave še več drugih članov stranke. Potočnik in predsednik stranke Stevanović sta izjavila, da v tesni povezavi z ruskih vohunom ne vidita težav, izgon pa je Stevanović opisal kot »napako«.
Predsednik stranke Zoran Stevanović je na družbenih omrežjih marca 2024 objavil posnetek v katerem trdi, da govori »resnico o Ukrajini«. V posnetku rusko invazijo imenuje »vojaška intervencija«. Po navedbah portala Siol.net v posnetku širi tudi mnogo »različnih lažnih informacij, ki so produkt ruske propagande«.
Predsednik stranke je na predvolilnem soočenju na POP TV trdil, da se nedavnih groženj Rusije majhnim evropskim državam ni potrebno bati, da se Rusi v zadnjih več kot sto letih niso nikoli izvajali invazije v Evropo in da v ruski invaziji na Ukrajino »Rusija ni absolutni agresor«. Te izjave so sprožile burne odzive ostalih gostov, ki so jih med drugim označili ta propagando. Za N1 je Stevanović izjavil, da ker Ukrajina meji na »velesilo« mora upoštevati njene »interese«.

### Okolje
Stranka Resni.ca nasprotuje »globalistični zeleni agendi«. Podpira zmanjšanje izpustov »strupenih snovi«, saj in hrupa, preobrazbo kmetijstva v bolj sonaravnega, čiščenje vodotokov in podtalnice ter reciklažo. Resni.ca zanika dejstvo, da je ogljikov dioksid toplogredni plin in prispeva k podnebnim spremembam. Stranka trdi, da ni dokazov za podnebne spremembe, ter verjame, da je ogljični odtis »nesmisel, če ne že prevara«.

### Program
Programska izhodišča stranke Resni.ca so:
- Borba proti korupciji in gospodarskem kriminalu – boj proti korupciji z zakonskimi spremembami in ustanovitvijo specializiranega oddelka tožilstva in kriminalistične policije ter specializiranega sodišča za hitro obravnavo primerov korupcije, ukinitev instituta zastaranja za gospodarski kriminal, začasna ustavitev in revizija vseh morebitno koruptivnih infrastrukturnih projektov, revizija vseh večjih privatizacij državnih podjetji navideznim lastnikom.
- Suverenizem v odnosu do mednarodnih organizacij, »preučitev statusa Slovenije v sistemih EU, ECB, ZN in NATO«, »moratorij na sprejemanje in izvajanje zavezujočih ali načelnih mednarodnih aktov, sploh če niso v skladu s slovensko ustavo, zakonodajo ali niso bili potrjeni na referendumu«.
- Zniževanje in javnega dolga, ki naj bi državo vodil v bankrot in stalno odvisnost od mednarodnih organizacij, odprava proračunskega primankljaja in zapis načela uravnovešenih državnih proračunov v ustavo.
- Zniževanje davkov in dajatev – znižanje povprečne efektivne davčne stopnje sprva na 33 %, ukinitev progresivnega obdavčevanja in uvedba enotne davčne stopnje, »občutno zvišanje plač na račun zniževanja davkov in prispevkov«, »znižanje vseh davkov«, znižanje trošarin na energente, ukinitev podnebnih davkov in nepremičninskih davkov ter ostalih »nepoštenih davkov«.
- Pokojninska reforma – občutno zvišanje pokojnin na račun sredstev privarčevanih z odpravo korupcije in »vitalizacije državne uprave«, reorganizacija pokojninskega sistema, »prevetritev sistema izjemnih pokojnin«.
- Odprava obveznega cepljenja.
- Reorganizacija financiranja nevladnih organizacij.
- Reorganizacija javnih zavodov in agencij.
- Ukinitev vseh socialnih transferjev in uveljavitev univerzalnega temeljnega dohodka kot nadomestila za socialne transferje.
- Zaostritev pogojev za pridobitev državljanstva, vezava dela socialnih pravic na državljanstvo, »odprava privilegijev za določene družbene skupine in manjšine in izenačitev vseh državljanov RS pred zakonom«, sprejetje ukrepov za preprečevanje zlorab azilne zakonodaje.
- Reorganizacija trga dela, zagotovitev poštenega konkurenčnega trga dela za slovenske državljane.
- Reorganizacija slovenske vojske, usposabljanje slovenske vojske za neodvisno teritoralno delovanje na območju Slovenije namesto za delovanje v okviru NATO.
- Reorganizacija sodstva.
- Dekriminalizacija konoplje.
- Zaščita ključnih naravnih virov (npr. vode) in prepoved njihove privatizacije, spodbujanje ekološkega kmetijstva, omejevanje uporabe fitofarmacevstkih sredstev v kmetijstvu, spodbujanje predelave »odpadne plastike nazaj v naftne derivate«, spodbujanje gospodarjenja z lesom, promocija ekonomske konoplje, promocija konopljinega biodizla kot alternative uvozu fosilnih goriv.
- Uvajanje neposredne demokracije vključno z vzpostavitvijo e-volitev in e-referenduma, sprememba volilnega sistema v skladu s preteklo odločbo ustavnega sodišča.
- Reforma sistema javnega šolstva in učnih programov s poudarkom na visokem šolstvu.
- Moratorij na uvedbo sistema 5G, »dokler ne bodo popolnoma razčiščeni vsi vplivi tehnologije na zdravje ljudi«.
- Ohranitev vinjetnega avtocestnega sistema.
- Uveljavitev brezpogojne svobode govora.
- Za digitalno suverenost: brezkompromisen boj za ohranitev gotovine kot osnovne človekove pravice in zaščita Evropejcev pred monopolom globalnih digitalnih platform.